# Der Verfassungsfreund
Der Verfassungsfreund war eine liberale Zeitung, die zwischen 1831 und 1834 in Kassel erschien.

## Geschichte
Der „Verfassungsfreund“ wurde von dem liberalen Kasseler Anwalt Friedrich Hahn unter dem Titel „Hessische Blätter für Stadt und Land“ begründet und im März 1831 in „Der Verfassungsfreund“ umbenannt. Herausgeber war der Kasseler Buchdrucker Dietrich Albrecht Geeh (1800–1871) und Redakteur vom März 1831 bis Anfang 1832 der Publizist Christian Feldmann. Zunächst erschien die Zeitung wöchentlich, danach dreimal in der Woche. Deshalb führte sie anfangs den Untertitel „Wochenschrift für Staats- und Volksleben“, der dann in „Zeitschrift“ geändert wurde. Eine Ausgabe des „Verfassungsfreundes“ umfasste in der Regel acht bis 16 Seiten. Es gab zwischendurch immer wieder Beiblätter und Beilagen.
Im „Verfassungsfreund“ veröffentlichten führende liberale Publizisten und Politiker Kassels, so u. a. Karl Bernhardi, Karl Pfeiffer und Ludwig Schwarzenberg. Die Artikel erschienen fast immer anonym mit einem Zahlensigel. Die politische Ausrichtung des Blattes wechselte zwischen gemäßigt und entschieden liberal. Von Beginn an hatte die Zeitung unter der Zensur in Kurhessen stark zu leiden; es wurden sowohl einzelne Artikel gestrichen als auch ganze Ausgaben verboten. In Kassel erschien neben dem „Verfassungsfreund“ nur die staatsnahe „Kasselsche Allgemeine Zeitung“. Wegen der vom kurhessischen Innenministerium unter Leitung von Ludwig Hassenpflug angeordneten Verhaftung seines Herausgebers Geeh stellte der „Verfassungsfreund“ im Oktober 1834 sein Erscheinen ein.
Eine (unvollständige) Mikrofilmausgabe des „Verfassungsfreunds“ liegt in den hessischen Universitätsbibliotheken vor. Ergänzend finden sich Einzelexemplare im Zeitungsbestand des Hessischen Staatsarchivs Marburg.